# Akiko Iwasaki

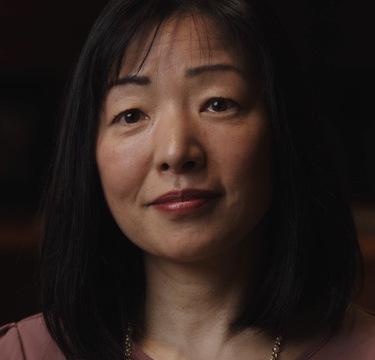
Akiko Iwasaki, 2022

Akiko Iwasaki (* 13. September 1970 in Iga (Mie), Japan) ist eine japanisch-amerikanische Immunologin und Hochschullehrerin an der Yale University.

## Werdegang
Iwasaki studierte Biochemie und Physik an der Universität Toronto und promovierte dort 1998. Von 1998 bis 2000 forschte sie als Postdoktorandin am National Institutes of Health in den USA. Anschließend wechselte sie an die Yale University.
Iwasaki ist Investigator am Howard Hughes Medical Institute und hält die Waldemar Von Zedtwitz Professur am Department of Molecular, Cellular and Developmental Biology der Yale University.
Iwasaki ist verheiratet mit dem usbekischen Immunologen Ruslan Medzhitov. Das Paar hat zwei Kinder.

## Forschung
Der Forschungsschwerpunkt von Iwasaki sind die angeborene und adaptive Immunantwort. Sie erforscht, wie die angeborene Immunantwort auf virale Infektionen zu einer adaptiven Immunantwort führt und wie diese dann den Schutz bei weiteren viralen Infektionen vermittelt. Iwasaki untersucht die Immunantwort gegen Influenza in der Lunge und gegen Herpes-simplex-Virus im Genitaltrakt. Ihr Ziel ist es, Impfstoffe oder Mikrobiozide zur Verhinderung der Übertragung von viralen und bakteriellen Krankheitserregern zu entwickeln.
Iwasaki identifizierte die Rolle von Autophagie auf die angeborene Erkennung von Viren und der Antigenpräsentation durch dentdritische Zellen. Der Mechanismus führt dazu, dass virales Material in das Endosom übertragen wird und dort von Toll-like-Rezeptor 7 (TLR7) erkannt wird. Sie konnte auch zeigen, dass bei der Erkennung DNA-Viren durch dendritische Zellen, TLR9 aktiviert werden und zusammen mit TLR2 eine Interleukin-Antwort hervorrufen.
Iwasaki hat zusammen mit Haina Shin eine Impfstrategie namens „Prime and Pull“ entwickelt. Dabei wird zuerst ein konventioneller Impfstoff verwendet, der eine systemische T-Zell-Reaktion auslöst („prime“), und anschließend werden lokal Chemokine appliziert, die aktivierte T-Zellen rekrutieren („pull“). Sie entwickelt einen Impfstoff gegen wiederkehrende Herpes Simplex-Infektionen, der auf dieser Methode basiert.
Sie konnte auch zeigen, dass die antivirale Immunantwort gegen Rhinoviren in der Nasenmukosa abhängig von der Temperatur ist, was eine mögliche Erklärung für die Zunahme von Erkältungserkrankungen während den kälteren Jahreszeiten ist.
Ein weiterer Forschungsschwerpunkt von Iwasaki ist die Immunologie postakuter Infektionssyndrome (PAIS) wie Long COVID und ME/CFS. In einer Studie konnte sie immunologische Unterschiede zwischen Long COVID-Betroffenen und Genesenen ausfindig machen. Es wurden Reaktivierungen von Antikörpern gegen das Epstein-Barr-Virus nachgewiesen. Außerdem wurden eine niedrigere Konzentration des Stresshormons Cortisol und veränderte T-Zell- und B-Zell-Reaktionen bei Erkrankten verzeichnet. Darauf aufbauend arbeitet Iwasaki an der Phänotypisierung von Long COVID und ME/CFS sowie an der Erforschung möglicher Biomarker.

## Auszeichnungen
- 2000 Burroughs Wellcome Fund Career Award in Biomedical Sciences
- 2003 Ethel Donaghue Women’s Health Program Investigator Award
- 2003 Wyeth Lederle Young Investigator Award der Infectious Diseases Society of America
- 2005 Burroughs Wellcome Fund Investigator in Pathogenesis in Infectious Diseases
- 2011 BD Biosciences Investigator Award der American Associations of Immunologists (AAI)[8]
- 2012 Eli Lilly and Company-Elanco Research Award der American Society for Microbiology
- 2018 Mitglied der National Academy of Sciences[9]
- 2019 Seymour & Vivian Milstein Award for Excellence in Interferon & Cytokine Research, International Cytokine and Interferon Society[10]
- 2021 Mitglied der American Academy of Arts and Sciences
- 2021 Mitglied der European Molecular Biology Organization
- 2023 Howard Taylor Ricketts Award
- 2023 Else-Kröner-Fresenius-Preis für medizinische Forschung